# Ancylorhynchus rufithorax
Ancylorhynchus rufithorax är en tvåvingeart som först beskrevs av Carl Ludwig Doleschall 1858.  Ancylorhynchus rufithorax ingår i släktet Ancylorhynchus och familjen rovflugor. Inga underarter finns listade i Catalogue of Life.